# Graf-Anton-Günther-Schule (Oldenburg)

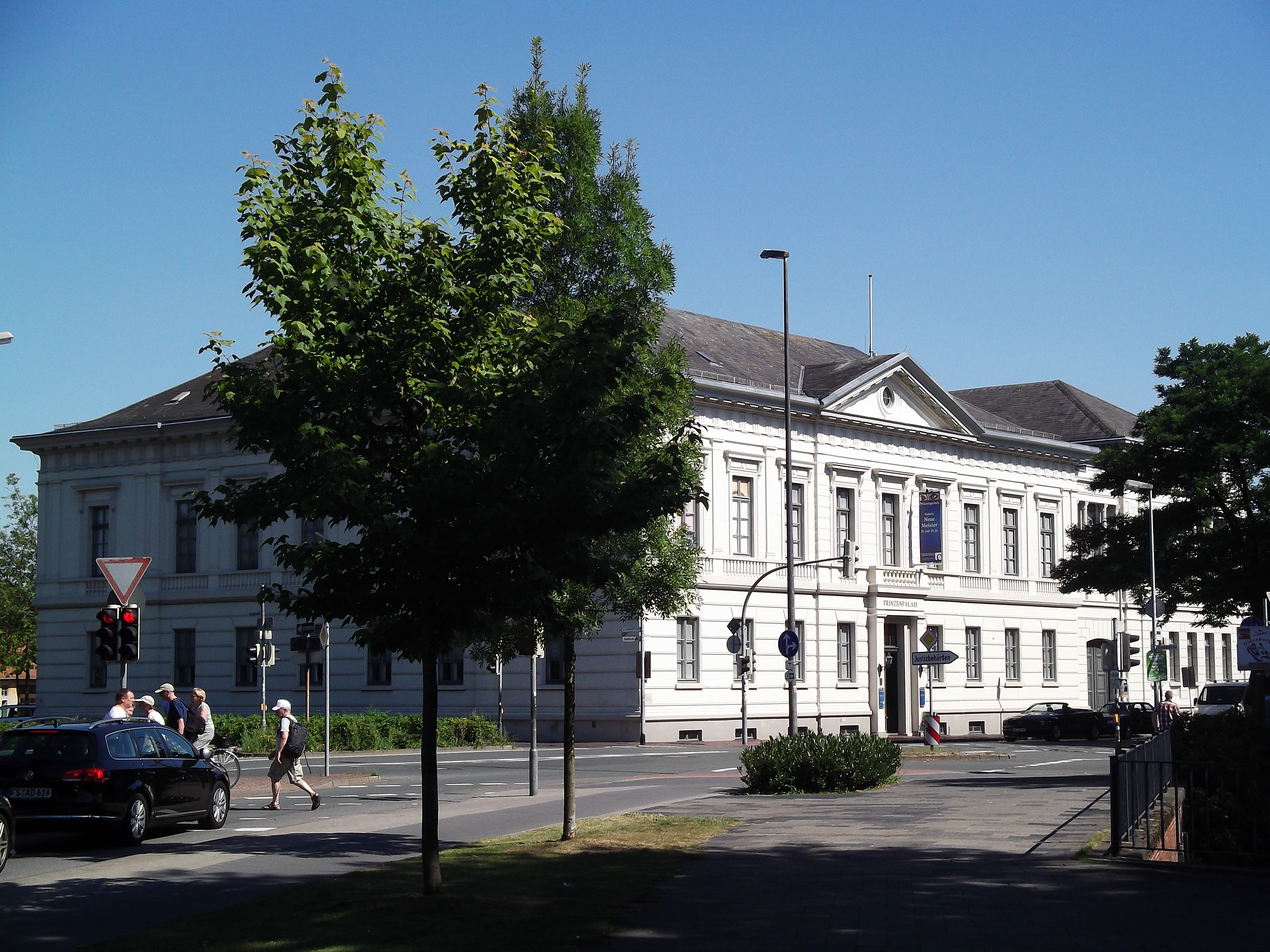
Prinzenpalais in Oldenburg (Oldb), von 1946 bis 1959 Graf-Anton-Günther-Schule (Oldenburg)

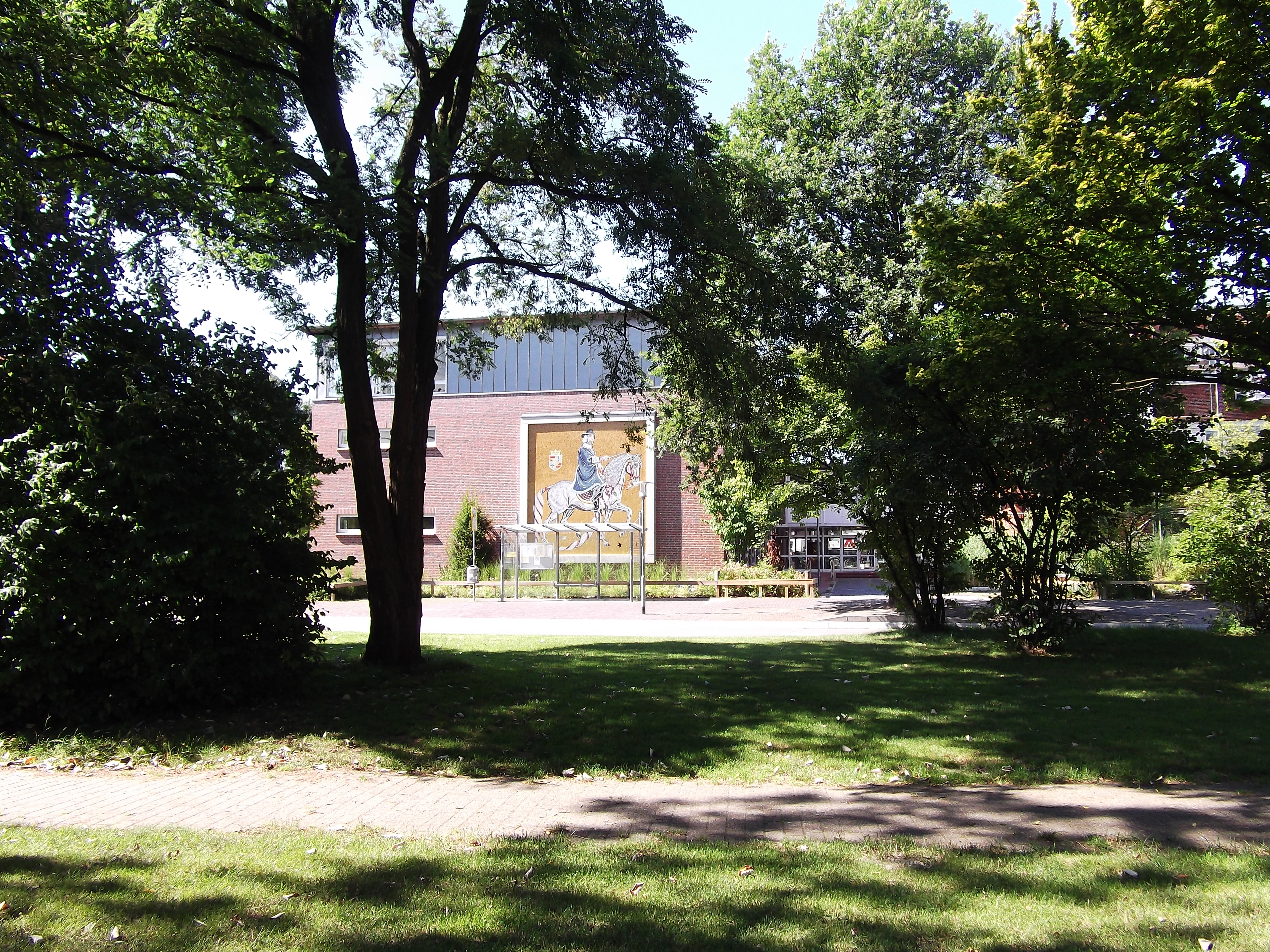
Graf-Anton-Günther-Schule an der Schleusenstraße vom Küstenkanal aus

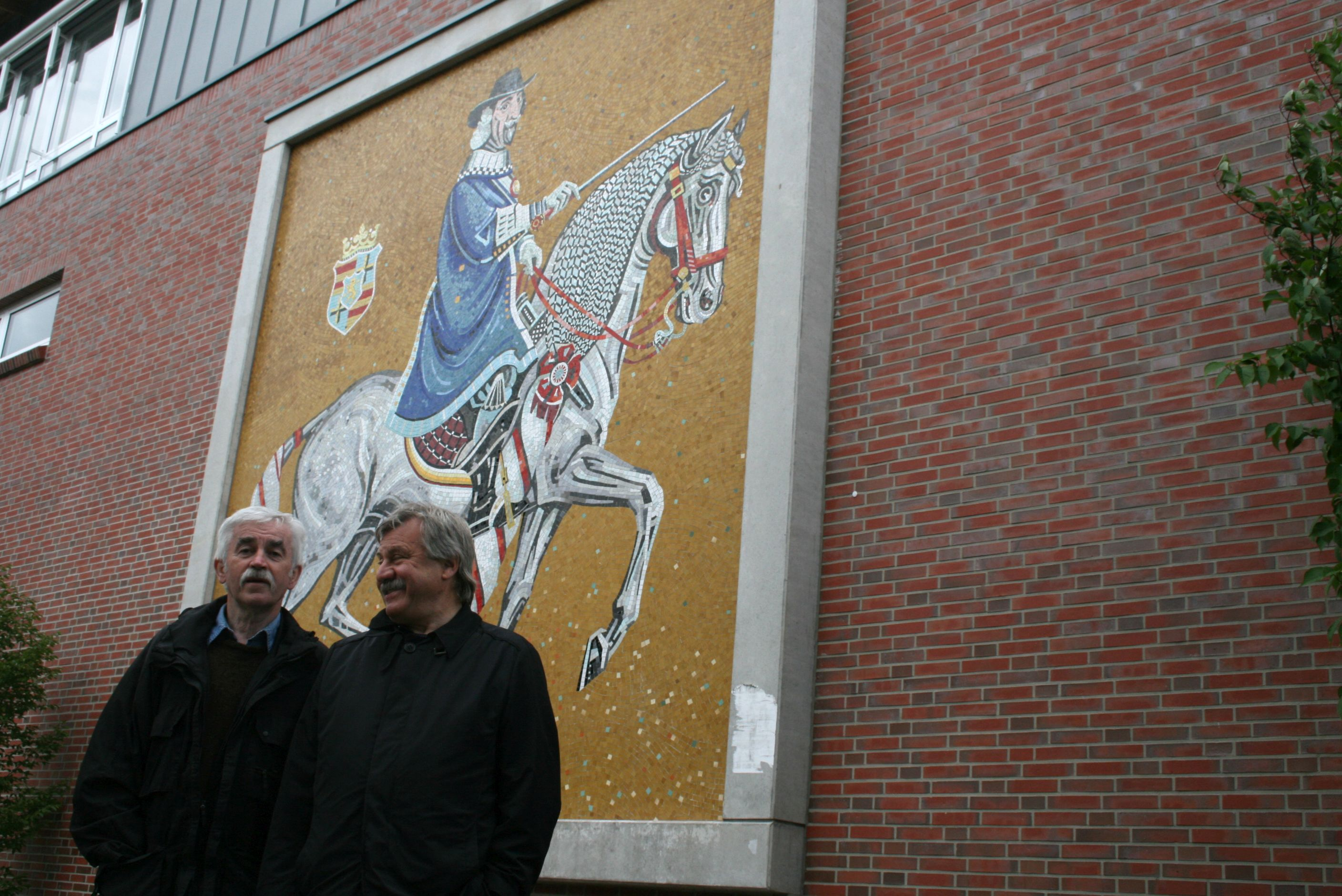
Zwei Absolventen der Schule, der frühere Oldenburger Oberbürgermeister Dietmar Schütz (rechts) und Dietmar Schulz.

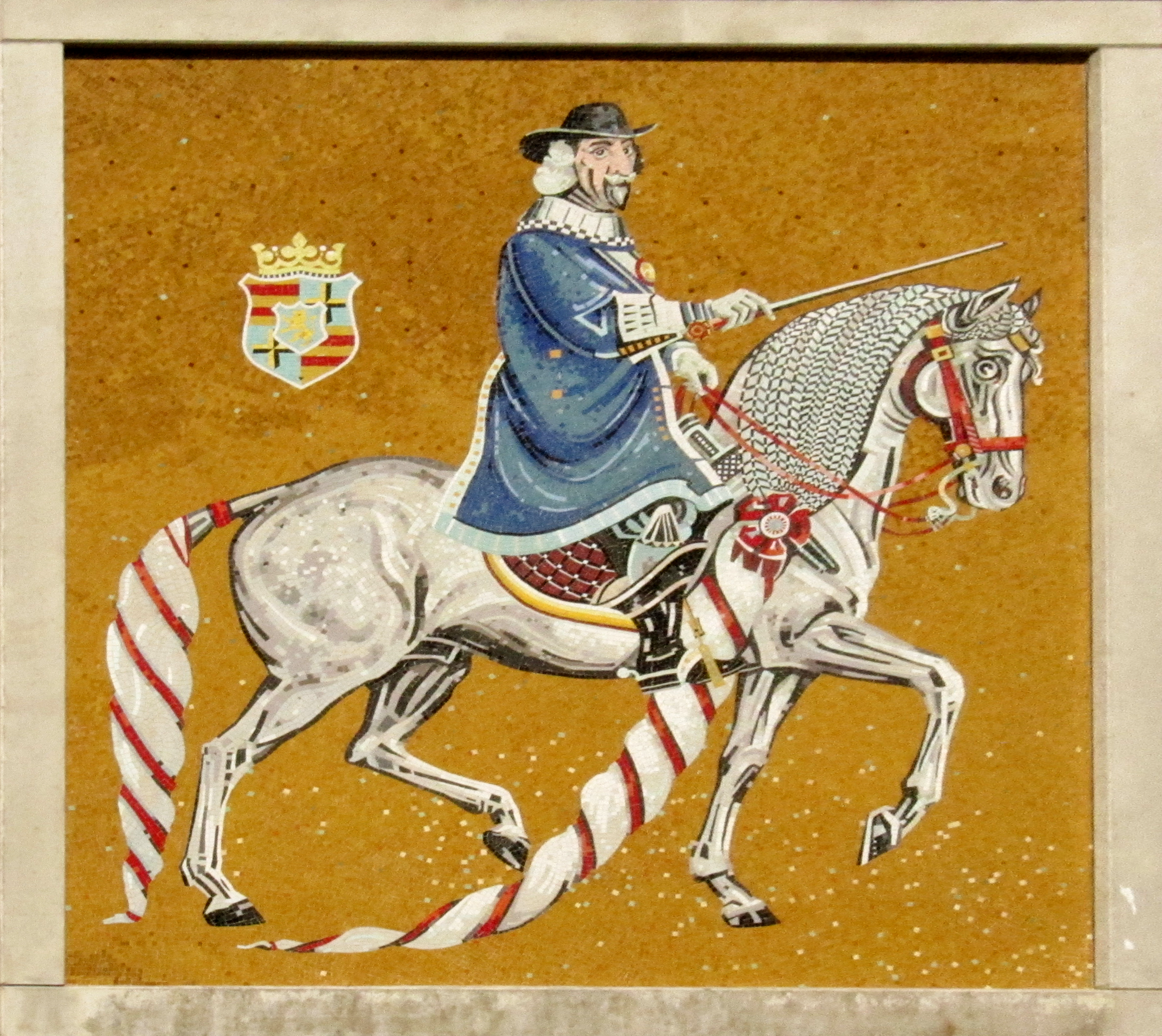
Graf Anthon Günther (* 1583; † 1667) auf seinem Pferd „Kranich“, Mosaik ca. 3mx3m

Die Graf-Anton-Günther-Schule Oldenburg (umgangssprachlich als GAG abgekürzt) ist ein Gymnasium im niedersächsischen Oldenburg. Die Schule ist benannt nach dem Oldenburger Grafen Anton Günther.

## Geschichte

### Gründung und Namensgebung
Die Schule entstand als so genannte Aufbauschule, die ab 1922 während der Abwicklung des Evangelischen Lehrerseminars Oldenburg im Gebäude des Lehrerseminars eingerichtet wurde. Die Gründung der Aufbauschule wurde 1920 beschlossen, die Schule wurde am 20. April 1922 als Oldenburgs erste weiterführende Koedukationsschule eröffnet.
1938 verlieh der oldenburgische Minister der Kirchen und Schulen der Aufbauschule das Recht, den Namen „Graf-Anton-Günther-Schule“ zu führen. Begründet wurde damals diese Benennung nach dieser Symbolgestalt der oldenburgischen Landesgeschichte damit, dass die Schülerschaft der Aufbauschule „wie keine zweite in der Stadt [Oldenburg] aus Söhnen und Töchtern des alten oldenburger Bauerntums“ bestehe. Die Forschungen zur Namensgebung der Schule anlässlich des Schuljubiläums 1997 haben ergeben, dass sich die lange Zeit vermutete Benennung der Aufbauschule nach Graf Anton Günther zur Abwehr einer nationalsozialistischen Indoktrination nicht belegen lässt. Die Schulleitung der Aufbauschule war zu diesem Zeitpunkt bereits von den NS-Machthabern ausgetauscht und auf ideologischen Kurs gebracht worden. Der Schulalltag war 1938 von nationalsozialistischen Ritualen geprägt.

### Im früheren Prinzenpalais
Von 1946 bis 1959 war das GAG im Prinzenpalais am Damm untergebracht und zog 1959 in das heutige Schulgebäude um. Im Gegensatz zum heutigen, allerdings nur für den Sekundarstufe I geltenden Schuleinzugsbezirk – im Regelfall kommen alle Schüler der Klassen 5–10 aus den Oldenburger Landkreisgemeinden Hatten, Hude und Wardenburg – stand die GAG bis 1974 allen Schülern offen, die nicht in der Stadt Oldenburg wohnten.
An den im und seit dem Dreißigjährigen Krieg als Friedensgaranten verehrten Oldenburger Graf Anton Günther erinnern historisierend ein großes Mosaik an der Stirnseite des Gebäudes neben dem Haupteingang im Südflügel sowie ideologiekritisch  eine schmiedeeiserne Reiterstatue. An der Stelle des heutigen Gebäudetrakts F stand ursprünglich eine kleine Turnhalle, das Mosaik wurde vor dem Abriss der Turnhalle durch einen Kran entfernt und hinterher in die Wand des 2004 in Betrieb genommenen Neubaus integriert. Dieser war durch eine umfassende Schulstrukturreform des Landes Niedersachsen notwendig geworden: Durch die Auflösung der 30 Jahre in Niedersachsen als eigene Schule geführten Orientierungsstufe (Kl. 5 und 6) kamen zum 1. August 2004 mehr als 700 Schüler gleichzeitig in die fünften, sechsten bzw. siebten Klassen der damit eines der größten niedersächsischen Gymnasien bildenden Schule.
Mit dem Schuljahr 2015/16 kehrte das GAG, nach gleichzeitigem Beginn in den Jahrgängen 5–8 schuljährlich aufsteigend, wie alle Gymnasien in Niedersachsen, wieder zur neunjährigen Gymnasialzeit zurück: 2011 legte der erste und 2019 der letzte G8-Jahrgang das Abitur nach der zwölften Jahrgangsstufe ab, am 3. Juli 2021 feierten 133 Abiturienten mit einem Notendurchschnitt von 2,36 erstmals seit 2011 wieder ein G9-Abitur.

## Schule
Das Gymnasium Graf-Anton-Günther-Schule Oldenburg hat 2021 etwa 1.150 Schüler aus den Oldenburger Landkreisgemeinden Hatten-Sandkrug, Hude und Wardenburg. Den seit dem Schuljahr 2010/11 überwiegend in Doppelstunden angebotenen Unterricht erteilen dabei etwa 110 Lehrpersonen. Die Schule ist damit das größte Gymnasium in der Region, aber auch eines der größten in Niedersachsen. Der Sekundarbereich I ist in fast allen Jahrgängen fünfzügig mit durchschnittlich 28 Schülern pro Klasse. Schulträger ist der Landkreis Oldenburg. Die Schule wurde 2015 vom niedersächsischen Kultusministerium „Starterschule Plattdeutsch“ zertifiziert.
Nach Heinrich Korte (1922–1925 und 1933–1936), Otto Modick (1925–1933), Georg Limann (1936 – Mai 1945), Heinz Baltzer (Okt. 1945 – Dez. 1956), Hans Dumkow (1957–1971), Günther Solling (1971–1987) und Friedrich-Wilhelm Müller (1987 – Juli 2009) war Wolfgang Schoedel (2009–2024) der achte Schulleiter. Seit August 2024 ist Nicole Voigtländer-Kunze als erste Frau Schulleiterin.
In ihrer Erziehungsarbeit wird die Graf-Anton-Günther-Schule von zwei ausgebildeten Beratungslehrkräften, zwei fest angestellten Sozialarbeiterinnen sowie jährlich wechselnden FSJ-Sport-Kräften unterstützt. Das als offene Ganztagsschule geführte Gymnasium bietet regelmäßig Studierenden Praktikumsplätze und ist Ausbildungsschule für Lehrkräfte im Vorbereitungsdienst.
Im Fremdsprachenangebot der Schule sind Englisch, Französisch, Latein, Italienisch und Spanisch, über die Oldenburger Kooperation auch Niederländisch. In Jahrgang 5 erhalten alle Schüler neben den 29 Pflichtstunden im ersten Halbjahr zusätzlich eine Wochenstunde „Informationstechnologische Grundschulung“ (ITG), im zweiten Halbjahr eine zusätzliche Sprachenstunde (DFS = Deutsch-Fremdsprachen). Die Fremdsprachenkenntnis einzelner Lehrkräfte (u. a. in Arabisch, Dänisch, Russisch und Schwedisch), die Schulsozialarbeit, Erfahrungen mit Deutsch als Fremd-, Zweit- und Bildungssprache (DaF bzw. DAZNet) und verschiedene Kooperationspartner sollen zugezogenen Schülern mit Migrationshintergrund den Wohnort- bzw. Schulformwechsel erleichtern und unterstützen den inklusiven Lernansatz des Landkreisgymnasiums. Im Aufbau ist ein Projekt zum interkulturellen und interreligiösen Dialog zwischen Christentum, Judentum und Islam.
Im Juni 2010 wurde die Graf-Anton-Günther-Schule vom Niedersächsischen Kultusministerium zur Pilotschule im Netzwerk „Globales Lernen“ ernannt, die 2012 begonnene Arbeit der GAG als interessierte UNESCO-Projektschule ruht derzeit.
2014 erhielt die GAG für ihr überdurchschnittliches Sportangebot die Zertifizierung des niedersächsischen Kultusministeriums als sportfreundliche Schule.
Seit den 1990er Jahren pflegt die Schule im Rahmen des German American Partnership Program ihre Schulpartnerschaft mit Eden Valley (Minnesota/USA): Neben der Möglichkeit eines halb- oder ganzjährigen Individualaustausches wird seither jährlich ein dreiwöchiges Gruppenaustauschprogramm realisiert; in den ungeraden Jahren geht es für ca. 20 Schüler in die USA, in den geraden Jahren kommt es dann zum Gegenbesuch.
Darüber hinaus ist die Graf-Anton-Günther-Schule über verschiedene EU-Programme (z. Z. Teilnahme an zwei Erasmus+-Leitaktionen) sowie seit 2011 über einen Schulpartnerschaftsvertrag und das damit gegründete Netzwerk European Partners in Education (EPiE) in zunehmend engeren Kontakt zum Gimnazjum Paderewskiego in Lublin (Polen), dem Liceo Statale G. Bagatta in Desenzano del Garda (Italien), dem Praedinius-Gymnasium in Groningen (Niederlande) sowie fest verbunden mit der English School Helsinki (Finnland) und zwei englischen Schulen in Maidstone (Kent). Im Aufbau ist eine Partnerschaft mit dem Akademischen Gymnasium Lwiw (Ukraine). Mit jeder dieser Schulen kommt es seither in jedem Jahr zu gemeinsamen Schülerprojekten, die im Fall des Faches Italienisch sogar fest mit dem Fachunterricht verzahnt sind und insbesondere im Fall des nur eine gute Fahrstunde entfernten Praedinius-Gymnasiums Groningen GAG-Schülern besondere Möglichkeiten zur Berufs- und Studienwahlorientierung eröffnen.
2012 erhielt die GAG eine Dreijahreszertifizierung, 2015 und 2020 eine Fünfjahreszertifizierung des niedersächsischen Kultusministeriums als Europaschule.
Seit 2016 ist die Schule MINT-EC-Schule. Als solche vergibt sie die von KMK und HRK anerkannten MINT-EC-Zertifikate und ist Experimentstelle des Forschungszentrums NordWest für Schüler, eines der vier zentralen Verbundpartner des seit 2020 geförderten BMBF-Clusters Ahoi-Mint.

## Schulgebäude

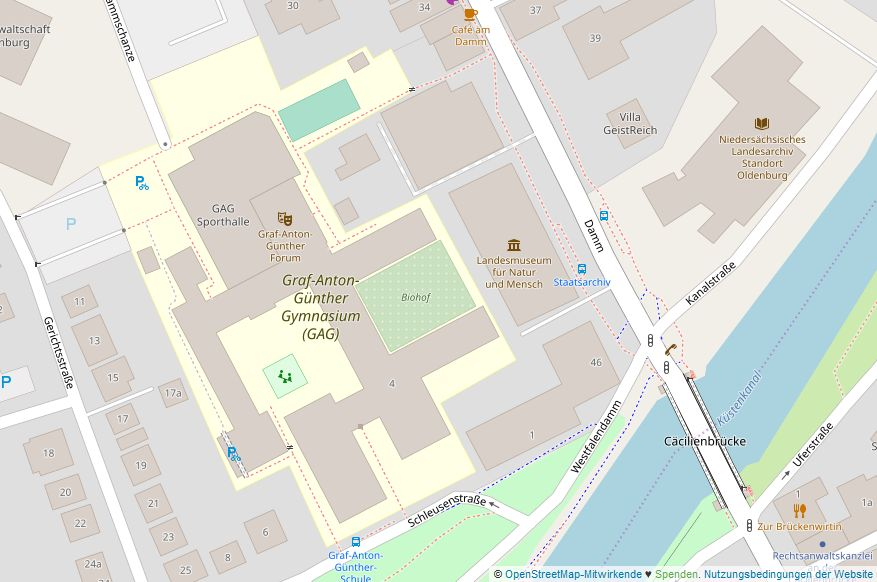
Der Schulkomplex bei Openstreetmap

Der Haupteingang ist in der Schleusenstraße neben einer nach der Schule benannten Bushaltestelle. Der Gebäudekomplex der Schule mit Sporthalle und „Graf-Anton-Günther-Forum“ im Oldenburger Gerichtsviertel erstreckt sich bis zur Straße Dammschanze. Er liegt in unmittelbarer Nähe der über den Küstenkanal führenden Cäcilienbrücke und des Landesmuseums für Natur und Mensch.
Die Trakte des Schulgebäudes sind um den Innenhof herum rechteckig angeordnet. 2004 wurden der Trakt A (Südflügel) und der Trakt C (Nordflügel) um einen zweiten Gebäudestock erweitert. Außerdem wurde auch eine ältere und kleinere Turnhalle abgerissen und an ihrer Stelle ein zweigeschossiger Neubau errichtet. 2008 bzw. 2009 folgte der Trakt D (verlagertes Lehrerzimmer/Oberstufenzentrum bzw. neu konzipierter Verwaltungstrakt).
Seit 2015 saniert der Schulträger das vorwiegend aus den 1960er Jahren stammende Schulgebäude schrittweise für geplante 13,8 Millionen Euro. Hintergrund hierfür sind geänderte Sicherheits- und Energiestandards sowie der durch das Ziel einer Inklusion aller Schüler pädagogisch veränderte Raumbedarf. Sichtbares Ergebnis sind bislang die am 7. September 2017 wieder eröffnete kernsanierte GAG-Sporthalle sowie das die frühere Aula ersetzende und am 28. September 2015 eröffnete „Graf-Anton-Günther-Forum“, in dem seit 2016 auch außerschulische Veranstaltungen stattfinden und u. a. den Preisträgern der Klaus-von-Klitzing-Preis ausgehändigt wird.

## Arbeitsgemeinschaften und Projekte
Die Graf-Anton-Günther-Schule ist eine offene Ganztagsschule mit individuellen Förderangeboten in den Aufgabenfeldern Deutsch, Fremdsprachen, Gesellschaftswissenschaften, Mathematik, Naturwissenschaften, Informatik und Sport.
Seit 2003 besteht der Graf-Anton-Günther-Kammerchor. Er wurde von Oliver Dierks gegründet und entstand aus der „traditionsreichen Chorarbeit“ der Schule und besteht nicht nur aus auch ehemaligen Schülern der Schule, sondern auch aus Sängern aus dem Oldenburger Raum. Der Chor führt seine Proben in der Schule durch.

## Ehemalige Schüler
- Paul Raabe (1927–2013), Literaturwissenschaftler und Bibliothekar
- Wolf Haio Zimmermann (* 1941), Prähistoriker und Hochschullehrer, Abitur 1962[10]
- Dietmar Schulz (* 1942), Staatssekretär (SPD), Abitur 1962[10]
- Marie-Luise Näth (* 1944), Politikwissenschaftlerin mit Schwerpunkt China, Abitur 1963
- Dietmar Schütz (* 1943), Oberbürgermeister von Oldenburg (SPD), Abitur 1965
- Claus Kanngiesser (* 1945), Cellist
- Bernd Lange (* 1955), Mitglied des Europäischen Parlaments (SPD), Abitur 1974[11]
- Thorsten Prenzler (* 1971), Politiker (AfD, vormals CDU)